# بيرغر بيدرسن
بيرغر بيدرسن (بالدنماركية: Birger Pedersen)‏ هو لاعب كرة قدم دنماركي في مركز الوسط، ولد في 29 يونيو 1950 في Vordingborg ‏ في الدنمارك. شارك مع منتخب الدنمارك تحت 19 سنة لكرة القدم ومنتخب الدنمارك تحت 21 سنة لكرة القدم ومنتخب الدنمارك لكرة القدم. أما مع النوادي، فقد لعب مع فيدوفري وكيه في ميخيلين ونادي لينغبي ونادي هلسينغبورغ.